# Achatinella byronii
Achatinella byronii là một loài ốc hô hấp trên cạn đã tuyệt chủng trong họ Achatinellidae. Đây là loài đặc hữu của Oahu, Quần đảo Hawaii. 
Achatinella byronii là loài điển hình của phân chi Bulimella..